# Karl Theodor Robert Luther
Karl Theodor Robert Luther (Świdnica, 16 de abril de 1822 — Düsseldorf, 15 de fevereiro de 1900) foi um astrônomo alemão que buscou por asteroides enquanto trabalhou em Düsseldorf.
Duas de suas descobertas são agora conhecidas por terem propriedades incomuns: o asteroide binário com componentes semelhantes ao 90 Antíope e o período orbital extremamente lento do 288 Glauke. O asteróide 1303 Luthera e a cratera Luther na Lua recebem esse nome em sua homenagem.

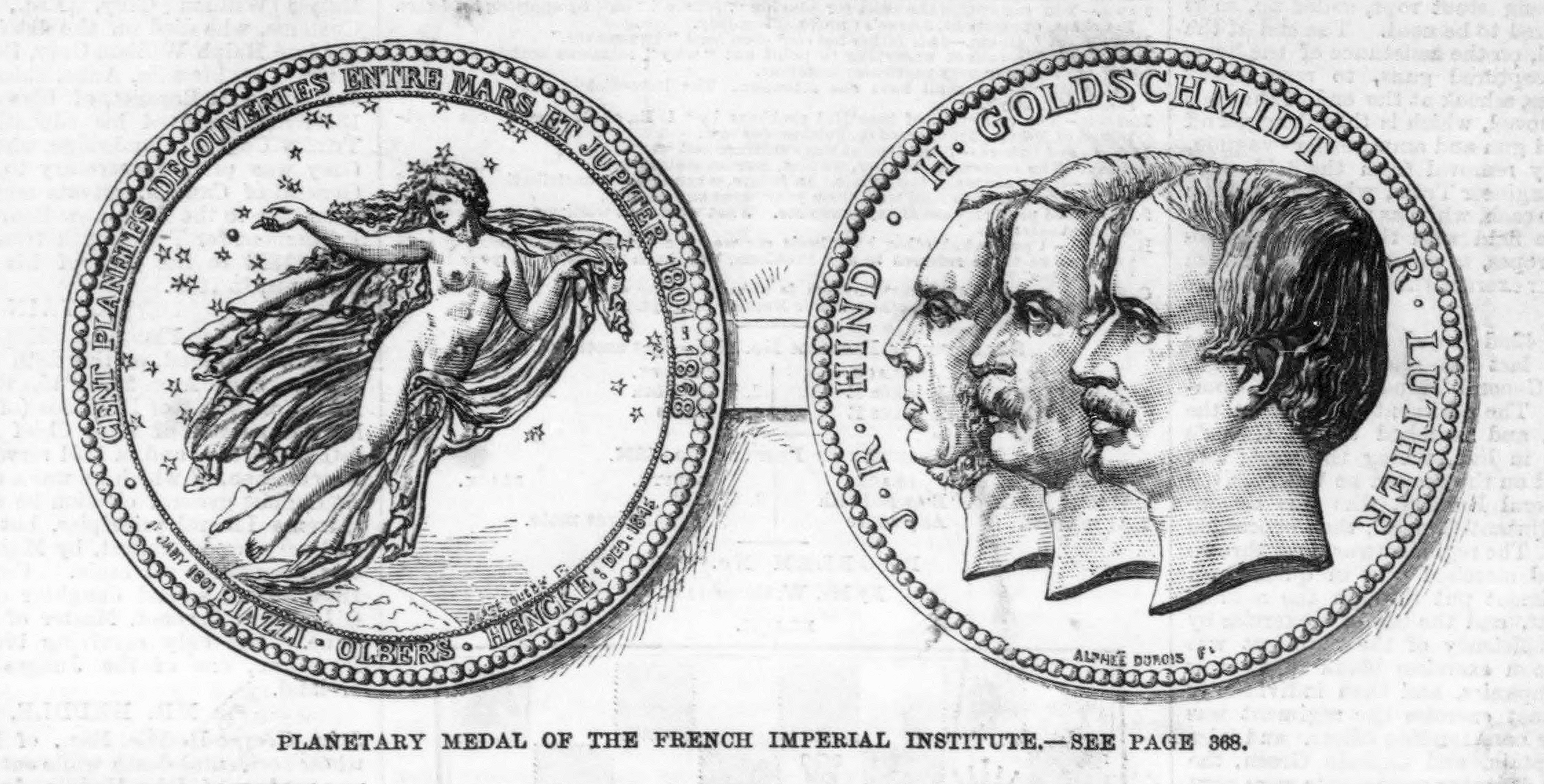
Medalha Real para comemorar o 100º Asteróide, mostrando os astrônomos John Russel Hind, Hermann Goldschmidt e Robert Luther, 1869

| 17 Tétis       | 17 de abril de 1852     |
| 26 Proserpina  | 5 de maio de 1853       |
| 28 Bellona     | 1 de março de 1854      |
| 35 Leukothea   | 19 de abril de 1855     |
| 37 Fides       | 5 de outubro de 1855    |
| 47 Aglaja      | 15 de setembro de 1857  |
| 53 Kalypso     | 4 de abril de 1858      |
| 57 Mnemosyne   | 22 de setembro de 1859  |
| 58 Concordia   | 24 de março de 1860     |
| 68 Leto        | 29 de abril de 1861     |
| 71 Niobe       | 13 de agosto de 1861    |
| 78 Diana       | 15 de março de 1863     |
| 82 Alkmene     | 27 de novembro de 1864  |
| 84 Klio        | 25 de agosto de 1865    |
| 90 Antiope     | 1 de outubro de 1866    |
| 95 Arethusa    | 23 de novembro de 1867  |
| 108 Hecuba     | 2 de abril de 1869      |
| 113 Amalteia   | 12 de março de 1871     |
| 118 Peitho     | 15 de março de 1872     |
| 134 Sophrosyne | 27 de setembro de 1873  |
| 241 Germania   | 12 de setembro de 1884  |
| 247 Eukrate    | 14 de março de 1885     |
| 258 Tyche      | 4 de maio de 1886       |
| 288 Glauke     | 20 de fevereiro de 1890 |